# Varronia urticifolia
Varronia urticifolia är en strävbladig växtart som först beskrevs av Adelbert von Chamisso, och fick sitt nu gällande namn av J.S.Mill. Varronia urticifolia ingår i släktet Varronia och familjen strävbladiga växter. Inga underarter finns listade i Catalogue of Life.